# 미를란 무르자예프
미를란 압드라이모비치 무르자예프 (Mirlan Abdraimovich Murzayev)(Мирлан Мурзаев; Мирлан Абдраимович Мурзаев; 1990년 3월 29일 ~ )은 키르기스스탄의 축구 선수로 현재 알가 비슈케크에서 공격수로 활동 중이며 키르기스스탄 축구 대표팀 내 국제 A매치 최다 득점자이다.

## 클럽 경력
2014년 1월, 무르자예프는 6개월 계약으로 튀르키예 2부 리그인 TFF First League의 Denizlispor으로 이적하였다.
무르자예프는 FC Dordoi Bishkek 소속으로 활동하던 2015년 5월에 키르기스스탄 리그와 키르기스스탄 컵 경기에서 100 골을 득점한 17번째 선수가 되었다.
무르자예프는 2016년 1월에 알아흘리 사우디 FC로의 이적설이 있었으나, 그 당시의 소속팀인 Afjet Afyonspor는 이를 저지하였다.
FC Dordoi Bishkek은 2019년 3월 9일, 무르자예프가 돌아온다고 발표하였다. Dordoi Bishkek은 2019년 7월 29일에 무르자예프가 북키프로스 2부 리그인 KTFF 1. Lig로 떠난다고 발표하였다. 8월 5일에는 무르자예프가 Doğan Türk Birliği와 새로운 계약을 한다는 발표가 났다.
미를란 무르자예프는 2021년 8월 1일에 인도 슈퍼리그의 Chennaiyin FC에 1년 계약으로 입단하였다. 그는 11월 23일에 열린 Hyderbad FC를 상대로 1-0으로 승리한 경기에서 첫 경기를 치렀다. 또한 12월 18일에 Odisha FC를 상대로 2-1로 승리한 경기에서 첫 득점을 기록하였다.

## 통계

### 국가 대표
통계 자료는 2022년 3월 29일 기준으로 정확함
| 팀           | 연도  | 출전 | 골 |
| ------------ | ----- | ---- | -- |
| 키르기스스탄 | 2009  | 6    | 4  |
| 키르기스스탄 | 2010  | 0    | 0  |
| 키르기스스탄 | 2011  | 2    | 0  |
| 키르기스스탄 | 2012  | 0    | 0  |
| 키르기스스탄 | 2013  | 6    | 0  |
| 키르기스스탄 | 2014  | 1    | 0  |
| 키르기스스탄 | 2015  | 6    | 0  |
| 키르기스스탄 | 2016  | 4    | 1  |
| 키르기스스탄 | 2017  | 4    | 1  |
| 키르기스스탄 | 2018  | 5    | 2  |
| 키르기스스탄 | 2019  | 11   | 2  |
| 키르기스스탄 | 2020  | 0    | 0  |
| 키르기스스탄 | 2021  | 3    | 4  |
| 키르기스스탄 | 2022  | 2    | 1  |
| Total        | Total | 50   | 15 |

#### 국가대표팀 득점 기록
득점과 결과 테이블에는 키르기스스탄 국가대표팀의 득점을 먼저 기록하였다.
| #   | 일시             | 장소                                             | 상대 국가    | 득점 | 결과     | 대회                                |
| --- | ---------------- | ------------------------------------------------ | ------------ | ---- | -------- | ----------------------------------- |
| 1.  | 28 March 2009    | 네팔, 카트만두, 다사라스 란가살라 경기장         | 네팔         | 1–1  | 1–1      | 2010 AFC 챌린지 컵 예선             |
| 2.  | 30 March 2009    | 네팔, 카트만두, 다사라스 란가살라 경기장         | 팔레스타인   | 1–0  | 1–1      | 2010 AFC 챌린지 컵 예선             |
| 3.  | 23 August 2009   | 인도, 뉴델리, 암베드카르 경기장                  | 인도         | 1–2  | 1–2      | 2009 네루 컵                        |
| 4.  | 28 August 2009   | 인도, 뉴델리, 암베드카르 경기장                  | 스리랑카     | 3–1  | 4–1      | 2009 네루 컵                        |
| 5.  | 30 August 2016   | 키르기스스탄, 비슈케크, 돌렌 오무르자코프 경기장 | 카자흐스탄   | 2–0  | 2–0      | 친선 경기                           |
| 6.  | 14 November 2017 | 중국, 타이파, Estádio Campo Desportivo           | 마카오       | 4–2  | 4–3      | 2019 AFC 아시안컵 예선 - 3라운드    |
| 7.  | 27 March 2018    | 키르기스스탄, 비슈케크, 돌렌 오무르자코프 경기장 | 인도         | 2–0  | 2–1      | 2019 AFC 아시안컵 예선 - 3라운드    |
| 8.  | 6 September 2018 | 키르기스스탄, 비슈케크, 돌렌 오무르자코프 경기장 | 팔레스타인   | 1–0  | 1–1      | 친선 경기                           |
| 9.  | 21 January 2019  | UAE, 아부다비, 자예드 스포츠 시티 경기장         | 아랍에미리트 | 1–1  | 2–3 (연) | 2019 AFC 아시안컵                   |
| 10. | 15 October 2019  | 몽골, 울란바토르, MFF Football Centre            | 몽골         | 1–0  | 2–1      | 2022 FIFA 월드컵 예선 - AFC 2라운드 |
| 11. | 11 June 2021     | 일본, 오사카, 얀마르 경기장 나가이               | 미얀마       | 5–0  | 8–1      | 2022 FIFA 월드컵 예선               |
| 12. | 11 June 2021     | 일본, 오사카, 얀마르 경기장 나가이               | 미얀마       | 6–0  | 8–1      | 2022 FIFA 월드컵 예선               |
| 13. | 11 June 2021     | 일본, 오사카, 얀마르 경기장 나가이               | 미얀마       | 8–1  | 8–1      | 2022 FIFA 월드컵 예선               |
| 14. | 15 June 2021     | 일본, 스이타, 파나소틱 경기장 스이타             | 일본         | 1–3  | 1–5      | 2022 FIFA 월드컵 예선               |
| 15. | 25 March 2022    | 우즈베키스탄, 나만간, 마르카지 경기장            | 우즈베키스탄 | 1–0  | 1–3      | Navruz 컵                           |

## 수상
Dordoi Bishkek
- 키르기스스탄 리그: 2007, 2008, 2009
- AFC 프레지던트 컵: 2007[11]